# Norbert Kröcher
Norbert Kröcher (14 de julio de 1950 - 16 de septiembre de 2016) fue un  terrorista y miembro del Movimiento 2 de Junio. Estuvo fuertemente vinculado a la segunda generación de la  Fracción del Ejército Rojo. Fue esposo de la terrorista Gabriele Krocher Tiedemann.

## Como terrorista
En 1976 Kröcher planificó el secuestro de la dirigente política sueca Anna-Greta Leijon. El objetivo era el intercambio de  Leijon por 8 de sus camaradas detenidos en cárceles alemanas.
El plan, conocido como Operación Leo, fue interceptado por la Policía y Kröcher fue arrestado el 31 de marzo en Estocolmo. Fue deportado de Suecia en 1977 y encerrado en Alemania. Fue liberado en 1989 y nunca se unió a la RAF nuevamente.
En 2005, se sabía que aún vivía en Berlín.
Se suicidó el 16 de septiembre de 2016 después de haber sido diagnosticado con cáncer terminal.